# 黄质夫

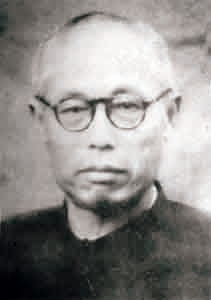
黄质夫

黄质夫（1896年—1963年），江苏仪征人。祖籍湖南邵阳。名同义、字质夫。中国乡村教育先驱之一。
1896年3月6日生于江苏仪征十二圩。1920年年考入南京高等师范学校（1921年改建为國立東南大學）农科，1924年国立东南大学农艺系毕业后，即投身于乡村师范教育事业。创办主持江苏界首、南京栖霞、浙江湘湖和国立贵州师范学校，前后长达20余年。
黄质夫一生怀抱“救百万村寨的穷，化万万农工的愚，争整个民族的脸”的理想，决心培养大批“既有知识又能实干的乡村教师”。他主持乡村师范时把愿意从事生产劳动和吃苦作为入学条件，厉行劳动建校，自力更生，勤俭办学，要求学生毕业后能去做灌输农民知识的教师，改进农民生活的导师，发展乡村社会事业的领袖。
黄质夫力倡“生活教育”理论，提出“乡村学校化，学校乡村化”的主张，努力使学校所在地成为“野无旷土、村无游民、人无不学、事无不举”的理想社会。黄质夫学识渊博，思想敏锐，处处以身作则，赤脚下地干活，性格刚强耿直，办事雷厉风行。这位受过高等教育的农学家，视成名成家，升官发财为粪土，甘心到最艰苦的地区教育农民子弟，在贵州大力开发边疆少数民族教育，虽常处逆境，始终不改初衷，诚难能可贵，令人敬佩。
近十多年由江苏省文史委员会、贵州教育出版社、贵州民族出版社出版了：《黄质夫教育文选》、《乡村教育先驱黄质夫》、《黄质夫乡村教育思想研究》、《国立贵州师范文选》等著作、论文集。以纪念和肯定了这位被尘封的乡村教育家的业绩。